# アニゼット

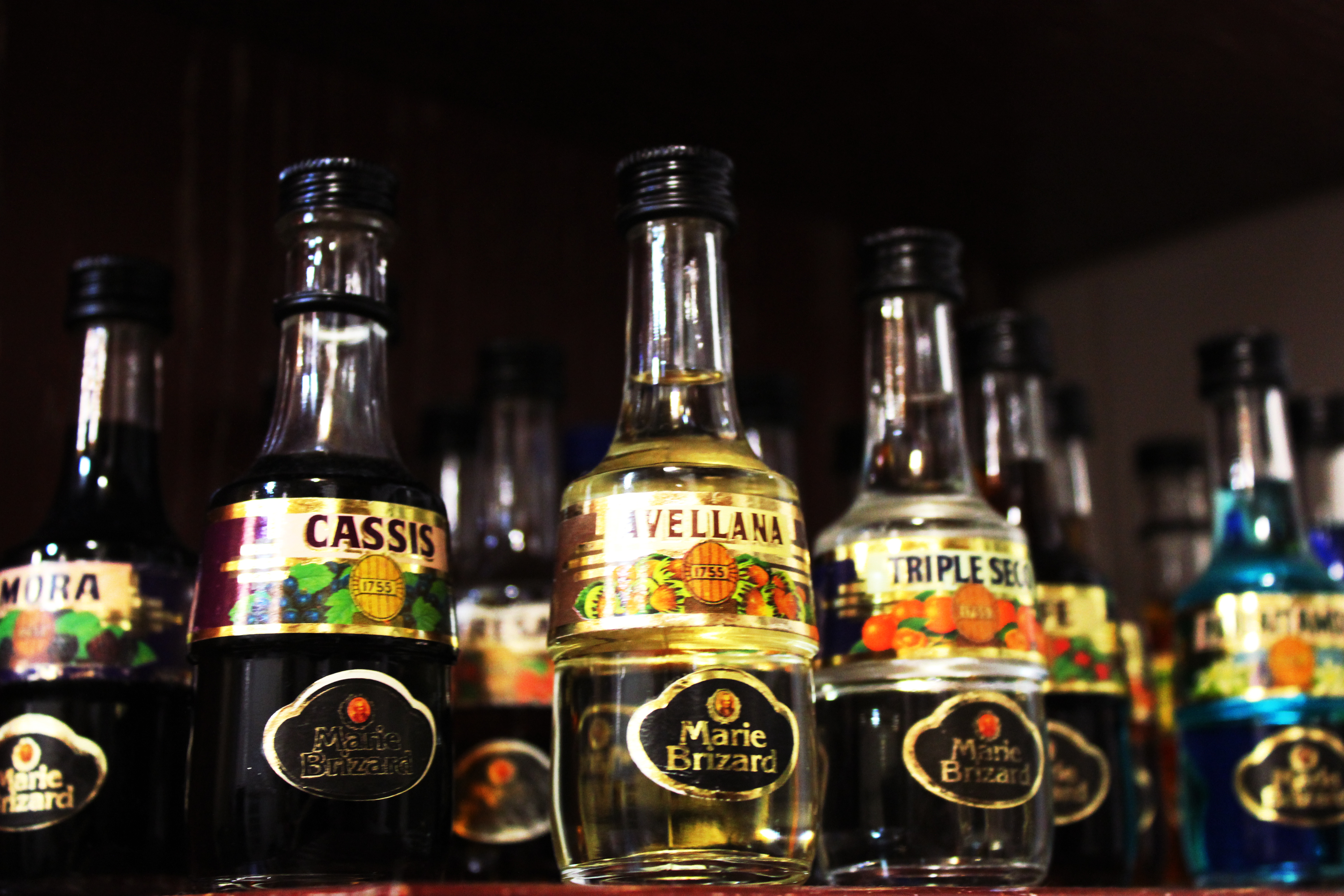
マリー・ブリザールブランドのアニス酒

アニゼット（Anisette）またはアニス酒（Anis）は、地中海各国、特にスペイン、イタリア、ポルトガル、トルコ、ギリシア、レバノン、キプロス、イスラエル、フランス等で飲まれているアニスの風味の酒である。
無色であり、砂糖が含まれているため、アブサン等のドライなアニス風味スピリッツと比べて甘い。
伝統的にはアニシード（アニス果）を蒸留することで作られ、この製法で作られたものはラベルにその旨の言葉を記載することによって、単にアニシードをマセレーション（浸漬、浸軟）したものとは区別される。
パスティスは同様に作られしばしば混同されるが、こちらは風味付けにアニシードの他、スペインカンゾウ（リコリス）の根も用いられる。サンブーカはイタリアのアニゼットであり、高濃度の砂糖（少なくとも1リットルあたり350グラム以上）を含む。
風味が強いため、ストレートで飲むことは一般的ではないが、割ると甘く良い香りがする。水で割ると乳白色になり（ウーゾ効果）、この状態はスペイン語圏では「palomita」と呼ばれ、リフレッシュ用の飲み物とされる。

## 地理的な広がり

地中海地域のアニス風味のスピリッツ

地中海盆地では、アニスやリコリスの風味のスピリッツが飲まれている。
スペイン
- 「Anís del Mono」（サルのアニゼット）は、1870年から作られており、サルの描かれたラベルはラモン・カザスがデザインした。マルコム・ローリーの小説『Under the Volcano』に登場する。
- アーネスト・ヘミングウェイの小説『日はまた昇る』や、短編小説『白い象のような山並み』では、登場人物が「Anis del Toro」（ウシのアニゼット）を飲んで議論する。
- 「Aguardiente de Ojén」という酒は、ルイジアナ州ニューオーリンズで、特にマルディグラの際によく飲まれる。

フランス
- 1932年からポール・リカールがパスティスを作っている。1755年からマリー・ブリザールがアニゼットを作っている。

イタリア
- サンブーカ

ギリシア
- ウーゾ

ブルガリア及びマケドニア
- マスティカ

トルコ、アゼルバイジャン、アルバニア
- ラク

レバノン、シリア、イスラエル、ヨルダン、エジプト
- アラック

アルジェリア
- Anisette Cristal

その他の地域のアニス風味の酒には、コロンビアとメキシコのアグアルディエンテなどがある。
アニゼットは、近代の神秘学において、様々な神や魂に提供される「spirit water」を作るのに用いられている。